# Ranchi
Ranchi (hindi: राँची, Santali: ᱨᱟᱺᱪᱤ, bengalí: রাঁচি) és una ciutat i municipi de l'Índia, capital de l'estat de Jharkhand, del districte de Ranchi i de la subdivisió de Ranchi. El nom deriva d'un ocell local anomenat Rinchi (considerat sagrat) i fins al 1927 el nom era (localment) Ranchi. Està situada a 23° 21′ N, 85° 20′ E / 23.35°N,85.33°E al sud-est de l'altiplà de Chhota Nagpur. Consta al cens del 2011 amb una població de 1.126.720 habitants i es calcula que el 2009 arribi a 1.300.000 habitants; el seu creixement és extraordinari doncs el 1901 només tenia 25.970 incloent 2.844 habitants del cantonment o campament militar de Dorunda, i el 1840 no arribava a 1000 habitants. Disposa d'un Aeroport internacional anomenat Birsa Munda (codi IXR) situat a Hinoo a uns 7 km al sud del centre de la ciutat.

## Llocs d'interès

### Temples
- Temple Pahari
- Durga Badi
- Temple Jagannathpur
- Doranda Jain Mandir a 4 km
- Tapoban Mandir
- Swarnarekha a 15 km de Ranchi

### Parcs i resorts
- Nakshatra Van
- Aqua World (Machhli Ghar)
- Zoo de Birsa a 14 km
- Night Safari a 14 km
- Deer Park a 16 km
- Sidhu Kaanhu Park
- Dr. Zakhir Hussain Park
- Ranchi Hill/Rici Buru amb el temple de Pahari Baba
- Tagore hill a Morabadi, a 5 km
- Rock Garden a 4 km
- Castell de Fun a Ratu, a 7 km
- Crocodile Farm a Ormanjhi a 19 km
- Llac de Ranchi

## Història
Fou escollida capital del districte de Lohardaga quan només era un llogaret, el 1840. El 1854 fou declarada capital de la divisió o comissionariat de Chhota Nagpur. El 1869 es va formar la municipalitat. El 1899 va donar nom al districte. El 2000 fou declarada capital del nou estat de Jharkhand.